# نقص السيلينيوم
يعتبر نقص السيلينيوم نادر نسبيا في الأفراد الأصحاء. تم الإبلاغ عن حالات قليلة في البشر.[بحاجة لمصدر]

## العلامات والأعراض
يمكن أن يؤدي نقص السيلينيوم مع عدوى فيروس كوكساكي إلى مرض كيشان، الذي قد يكون مميتًا. يساهم نقص السيلينيوم أيضًا (إذا ترافق مع نقص اليود) في مرض كاشين بيك. أحد الأعراض الأساسية لمرض كيشان هو نخر العضلة القلبية، مما يؤدي إلى ضعف القلب.  يؤدي مرض كاشين بيك إلى ضمور وتنكس ونخر أنسجة الغضاريف. كما يجعل مرض كيشان الجسم أكثر عرضة للإصابة بالأمراض التي تسببها الأمراض الغذائية أو البيوكيميائية أو المعدية الأخرى.
السيلينيوم ضروري أيضًا لتحويل هرمون الغدة الدرقية ثيروكسين (T4) إلى نظيره الأكثر نشاطًا ثلاثي يود الثيرونين (T3) وعلى هذا النحو يمكن أن يسبب نقصًا في أعراض قصور الغدة الدرقية، بما في ذلك التعب الشديد، والتباطؤ العقلي، وتضخم الغدة الدرقية، ومتلازمة نقص اليود الخلقي،  والإجهاض المتكرر.
لا يسبب نقص السيلينيوم بمفرده أعراضًا أو مرضًا في معظم الحالات. عادة ما يكون هناك نقص غذائي إضافي عند ظهور الأعراض التالية: إعياء، حالة نفسية ضبابية، ضعف جهاز المناعة، تساقط الشعر، ضعف العضلات، العقم.

## الأسباب
يحدث نقص السيلينيوم في المقام الأول للأسباب التالية:
- التربة التي تعاني من نقص السيلينيوم: غالبًا ما تكون النباتات التي تزرع في تربة فقيرة بالسيلينيوم ناقصة في محتوى السيلينيوم. وهذا سبب خاص لنقص السيلينيوم عندما يكون السكان نباتيين في الغالب.
- مرضى غسيل الكلى: يمكن أن يرتبط غسيل الكلى على المدى الطويل بنقص السيلينيوم في الدم، لأن الإجراء يستنزف بعض السيلينيوم من الدم. تشمل الأسباب الأخرى القيود الغذائية الصارمة المفروضة على هؤلاء المرضى، بالإضافة إلى الغثيان المصاحب وربما التقيؤ.
- مرضى فيروس نقص المناعة البشري: انخفاض مستويات السيلينيوم في هذه المجموعة لها عدة تفسيرات، بما في ذلك: تناول نظام غذائي مخفض، ضعف الامتصاص من القناة الهضمية بسبب الاسهال المزمن ومشاكل سوء الامتصاص الأخرى. وقد وجدت الأبحاث بعض الارتباط بين نقص السيلينيوم في هؤلاء المرضى وارتفاع معدل الإصابة بأمراض عضلة القلب والوفاة والانتقال العمودي للفيروس.
- كما يمكن أن يحدث نقص السيلينيوم في المرضى الذين يعانون من اضطرابات وظيفية معوية شديدة، وأولئك الذين يخضعون للتغذية بالحقن، وأولئك الذين خضعوا لجراحة المجازة المعدية، أو المرضى الذين يعانون من بيلة الفينيل كيتون أو الأمراض الأخرى المرتبطة بالنظام الغذائي معرضون بشكل خاص لنقص السيلينيوم بسبب تقييد نظامهم الغذائي وامتناعهم عن العديد من المنتجات الغنية بهذا العنصر.[10] كما يمكن أن يحدث في الأشخاص الكبار في السن (أي أكثر من 90).[11]

## التشخيص
قد يكون من الصعب تشخيص نقص السيلينيوم. هذا لأنه لا يوجد اختبار متاح على نطاق واسع لذلك. في بعض الحالات، يمكن قياس مستويات الغلوتاتيون بيروكسيداز. هذا الإنزيم يتطلب السيلينيوم للعمل، وإذا كانت مستوايته منخفضة، فهذا يشير إلى نقص السيلينوم.

## العلاج/الإدارة
غالبًا ما يكون نقص السيلينيوم مشكلة على مستوى السكان وليس مشكلة فردية، حيث أنه يؤثر على المجتمع ككل. لقد كان الإغناء الحيوي (biofortification) هو النهج المستخدم لمعالجة هذه المشكلة عن طريق تخصيب التربة وإغنائها أو إثرائها بالسيلينيوم. يمكن أن يتم إثراء مصادر الطعام من خلال الإغناء الغذائي بمركبات السيلينيوم، على سبيل المثال، البيض (أو بالأحرى صفار البيض) مع المزيد من السيلينيوم، وهو أيضًا نهج آخر تم استخدامه لزيادة محتوى السيلينيوم الغذائي. في العديد من البلدان، تم إدخال البيض واللحوم والحليب المدعم بالسيلينيوم بنجاح. استخدام الكائنات الحية الدقيقة لإنتاج الأطعمة الوظيفية مثل خميرة السيلينيوم هو نهج آخر يتم استخدامه حالياً. استخدام الأملاح غير العضوية هو طريقة سريعة لتكملة السيلينيوم في حالة النقص الفوري، على الرغم من أنه قد يسبب التسمم. الهدف المراد تحقيقه هو حوالي 90 ميكروجرام / يوم للبالغين. وفقًا لمنظمة الصحة العالمية، فإن المستوى المسموح به للسيلينيوم لدى البالغين 19 عامًا أو أكثر هو 400 ميكروغرام أو 5.1 ميكرومول في اليوم. تعتبر المستويات فوق هذا سامة. في النهاية، النظام الغذائي المتوازن هو أفضل طريقة لعلاج نقص السيلينيوم.
تتم المعالجة أيضًا عن طريق زيادة تناول السيلينيوم في النظام الغذائي أو مكملات السيلينيوم أو مزيج من الاثنين. يمكن استخدام مكملات السيلينيوم، المصنوعة عمومًا من سيلينيت الصوديوم أو l-selenomethionine من قبل المتخصصين في الرعاية الصحية إذا كان النقص حادًا. قد يكون تناول الفيتامينات المتعددة أو إضافة مصادر غذائية للسيلينيوم الغذائي كافيًا للوصول إلى مستوى صحي من السيلينيوم في الدم.
بعض المصادر الغذائية الغنية بالسيلينيوم تتضمن:الجوز البرازيلي، التونة المعلبة، اللحم البقري، سمك القد، الديك الرومي، البيض، الجبن، دقيق الشوفان، أرز أبيض أو الكامل. تعتبر اللحوم والأطعمة البحرية ومنتجات الألبان بشكل عام من المصادر الجيدة أيضاً، على الرغم من أن النباتيين قد يجدون صعوبة في تناول المراجع الغذائية من خلال الطعام وحده. ولكن يجب دائمًا التحدث إلى أخصائي صحي يمكنه تقييم الاحتياجات الفردية ولا يجب البدء بالمعالجة عن طريق المكملات من غير وجود وصفة طبية.
في حين أن المكملات قد تكون مفيدة لأولئك الذين يتناولون كمية منخفضة، يمكن أن تسبب المكملات مشاكل في أولئك الذين لديهم تناول طبيعي أو مرتفع. تتضمن المشاكل التسمم بالسيلينيوم، أمر خطير ويمكن أن يسبب آثارًا جانبية مثل تساقط الشعر والتعب والغثيان والتقيؤ.

## الوبائيات والوقاية
وفقاً لبعض الدراسات، يؤثر نقص السيلينيوم بشكل مباشر أو غير مباشر على 500 مليون إلى مليار شخص في جميع أنحاء العالم تقريباً. تجدر الإشارة إلى أن المرضى الذين يعانون من بيلة الفينيل كيتون أو الأمراض الأخرى المرتبطة بالنظام الغذائي معرضون بشكل خاص لنقص السيلينيوم بسبب تقييد نظامهم الغذائي وامتناعهم عن العديد من المنتجات الغنية بهذا العنصر.
يعتبر محتوى السيلنيوم في معظم أنحاء أوروبا أقل مما هو عليه في الولايات المتحدة. متوسط تناول السيلينيوم في أوروبا الشرقية أقل منه في أوروبا الغربية. في وقت من الأوقات، كان لدى فنلندا أقل كمية من السلينيوم، لكنه تمت معالجة هذه المشكلة وإضافة أملاح السيلينيوم إلى الأسمدة الكيماوية، كوسيلة لزيادة السيلينيوم في التربة. تعتبر المكسرات البرازيلية والكلى مصادر أساسية للسيلينيوم في هذه البلدان.  يوفر السرطان والكبد والمحار والأسماك مصادر معتدلة، على الرغم من أن وجود مركبات السيلينيوم المختلفة في هذه الأسماك، ووجود ملوثات معروفة مثل الزرنيخ والزئبق تحد من فائدتها. تم توثيق نقص السيلينيوم جيدًا في الصين وكذلك في نيوزيلندا. ينتشر نفص السيلينيوم في أجزاء معينة من الصين لأن التربة بها نقص شديد في السيلينيوم. فيما يخص الشرق الأوسط، استنادًا إلى البيانات المتاحة المحدودة، يبدو أن هناك تباينًا كبيرًا في تناول السيلينيوم، اعتمادًا على الوضع الاجتماعي والاقتصادي.